# Arroio Trinta
Arroio Trinta es un municipio brasileño del estado de Santa Catarina. Tiene una población estimada al 2022 de 3 556 habitantes. Pertenece a la Región metropolitana de Contestado.

## Toponimia
Arroio Trinta, del portugués para "Arroyo treinta", cuenta la historia que un ciudadano que vivía cerca, en Videira, era obligado a pasar treinta veces por un arroyo para llegar al lugar. Otra historia dice que los antiguos ganaderos paraban en el "kilómetro treinta", lugar del municipio.

## Historia
El municipio fue colonizado por agricultores gauchos descendientes de italianos en 1924. Se formó como distrito de Videira en 1934 y se emancipó el 15 de diciembre de 1961.

## Ciudades hermanas
- San Polo di Piave.[4]